# An Byeong-hun (golfista)
An Byeong-hun (Hangul: 안병훈, Hanja: 安秉勛) (nascido em 17 de setembro de 1991), ou Byeong-Hun An, é um golfista profissional sul-coreano. Irá representar a Coreia do Sul no golfe nos Jogos Olímpicos de Verão de 2016.